# Tiroteo en el desfile de Kansas City de 2024
El 14 de febrero de 2024, al menos una persona murió y otras 22 resultaron heridas en un tiroteo en el lado oeste de Kansas City Union Station. Entre los heridos había ocho niños. El tiroteo se produjo tras un desfile de la victoria del Super Bowl LVIII para los Kansas City Chiefs. 

## Trasfondo
Kansas City Union Station es una estación sindical con servicio Amtrak, construida en 1914.  Ha albergado innumerables reuniones masivas, incluido el Draft de la NFL de 2023, el Desfile de la Serie Mundial de 2015 y los desfiles del Super Bowl en 2020, 2023 y 2024.
El 11 de febrero de 2024, los Kansas City Chiefs ganaron el Super Bowl LVIII, lo que resultó en un desfile de la victoria en Kansas City el 14 de febrero. Más de 800 agentes del orden estuvieron presentes durante el desfile y la manifestación, incluidos 600 del Departamento de Policía de Kansas City.   Las 2 millas (3,2 km) el desfile de la victoria se desarrolló desde Sixth Street hasta Union Station y culminó con el equipo pronunciando discursos frente al edificio.  El ayuntamiento autorizó casi 1 dólar millones en gastos para el desfile. 

## Tiroteo
El tiroteo ocurrió aproximadamente a las 2 p. m. CST, justo después de que terminara el desfile.  
El alcalde de Kansas City, Quinton Lucas, dice que los jugadores y el personal estaban dentro de Union Station cuando ocurrió el tiroteo. 

## Víctimas
Una persona murió y otras 22 resultaron heridas. Se informó que seis personas sufrieron heridas más graves y otras cinco lesiones menos inmediatas. De ellos, tres presentan lesiones no relacionadas con armas de fuego.  El Children's Mercy Hospital declaró que estaban tratando a varios pacientes; muchos de ellos eran niños y nueve tienen heridas de bala.  La emisora de radio local KKFI informó que su DJ Lisa López, de origen mexicano, fue la víctima mortal en el tiroteo. 

## Sospechosos
Tras el hecho quedaron detenidos tres individuos, dos de los cuales estaban armados. 

## Reacciones
El mariscal de campo de los Kansas City Chiefs, Patrick Mahomes, escribió en las redes sociales que estaba "orando por Kansas City".  El gobernador de Misuri, Mike Parson, estuvo en el desfile y publicó en las redes sociales: "El personal policial estatal está ayudando a las autoridades locales en los esfuerzos de respuesta [...] Mientras esperamos saber más, nuestros corazones están con las víctimas".  El alcalde de Kansas City, Quinton Lucas, ⁣describió el incidente como trágico y dijo que el país necesitaba encontrar una manera de evitar que ocurrieran tiroteos masivos.  El presidente Joe Biden fue informado sobre el tiroteo, según funcionarios de la Casa Blanca. El alcalde Lucas dijo que recibió llamadas de la Casa Blanca que se ofrecieron a ayudar en la investigación en curso.  La organización Kansas City Chiefs expresó su pesar por el tiroteo y lo describió como un "acto de violencia sin sentido" en un comunicado. La Liga Nacional de Fútbol expresó su pensamiento y expresó su preocupación por las víctimas y todos los afectados por el incidente.  La Cámara de Representantes guardó un momento de silencio, encabezado por los congresistas del área de Kansas City Emanuel Cleaver, Sharice Davids, Mark Alford y Ann Wagner.